# Ted Lewis
Ted Lewis, pseudonimo di Theodore Leopold Friedman (Circleville, 6 giugno 1890 – New York, 25 agosto 1971), è stato un musicista, cantante, intrattenitore e bandleader statunitense.
Ha diretto una band e uno spettacolo itinerante che ha presentato una combinazione di jazz, commedia e nostalgia che fu un successo con il pubblico americano prima e dopo la seconda guerra mondiale. Era conosciuto con il soprannome di Lewis "Mr. Entertainment" o Ted "Sono tutti felici?". Morì di insufficienza polmonare nel mese di agosto 1971.

## Biografia

### Primi anni di vita
Nato a Circleville, Ohio, Lewis è stato uno dei primi musicisti del Nord a imitare lo stile dei musicisti jazz di New Orleans che arrivati a New York nel 1910. Registrò per la prima volta nel 1917 con la Jazz Band di Earl Fuller, allora impegnata al ristorante Rector's a Manhattan, una band che stava tentando di copiare il suono della nuova sensazione della città, l'Original Dixieland Jass Band, che suonava al ristorante Reisenweber a New York.
Anche se l'ottavino fu il primo strumento che Lewis imparò, suonò anche il sassofono in Do, ma durante la sua lunga carriera fu conosciuto principalmente come clarinettista. Il suo strumento principale era un clarinetto in si bemolle della Albert System.
Sulla base delle sue prime registrazioni, Lewis non sembrava in grado di fare molto con il clarinetto oltre al trillo nel registro acuto. Promuovendo una registrazione il catalogo Victor affermava: "I suoni come di un cane nella sua angoscia morente sono dal clarinetto di Ted Lewis". Man mano che la sua carriera prendeva slancio, perfezionò il suo stile sotto l'influenza dei primi clarinettisti di New Orleans a trasferirsi a New York, Larry Shields, Alcide Nunez e Achille Baquet.

### Carriera
Nel 1919, Lewis era a capo della sua band, e aveva un contratto discografico con la Columbia Records, che lo commercializzò come risposta alla Original Dixieland Jass Band che registrava per la Victor Records. Per un certo periodo, come fece la compagnia con Paul Whiteman, la Columbia gli diede una speciale etichetta discografica con la sua foto. 
All'inizio degli anni '20, fu promosso come dei protagonisti principali della forma tradizionale del jazz popolare all'epoca. Anche se lo stile del clarinetto di Lewis diventava sempre più banale, sapeva certamente come suonare bebe il clarinetto, perché assunse musicisti come Benny Goodman, Jimmy Dorsey, Frank Teschemacher e Don Murray per suonare il clarinetto nella sua band. Nel corso degli anni la sua band ha inserito anche i grandi del jazz Muggsy Spanier alla tromba e George Brunies al trombone. La band di Ted Lewis era seconda solo alla band di Paul Whiteman nei primi anni venti, e probabilmente suonò una forma più autentica di jazz con meno pretese di Whiteman.
Lewis registrò per la Columbia dal 1919 al 1933. Successivamente, registrò per la Decca dal 1934 fino agli anni quaranta. Nel 1932 Lewis registrò "In a Shanty in Old Shanty Town", che aveva eseguito nel film The Crooner con la sua orchestra. La registrazione raggiunse il primo posto nei sondaggi radiofonici e vi rimase per dieci settimane.
Una delle canzoni più memorabili di Lewis fu "Me and My Shadow", con cui spesso chiudeva le sue esibizioni. Intorno al 1928, Lewis notò un usciere di nome Eddie Chester che imitava i suoi movimenti durante il suo numero. Assunse Chester per seguirlo sul palco come sua ombra durante "Me and My Shadow". Chester fu seguito da quattro ombre afroamericane, la più famosa delle quali fu Charles 'Snowball' Whittier, rendendo Ted Lewis uno dei primi artisti bianchi di primo piano a mostrare artisti afro-americani, probabilmente in modi stereotipati, sul palco, nei film e, infine, sulla televisione di rete.
Ted Lewis e la sua orchestra è stato uno degli artisti in primo piano al 1939 Golden Gate International Exposition - Concorso del Pacifico su Treasure Island, San Francisco, domenica 13 agosto 1939. Il Programma di Attrazioni ed Eventi Speciali indica che la Ted Lewis Orchestra si è esibita dalle 14:45 alle 15:45 e dalle 17:00 alle 18:00 nel Temple Compound e dalle 20:30 alle 23:30 nella Treasure Island Music Hall per un ballo gratuito.
Lewis adottò un cappello a cilindro malconcio per brani sentimentali e sfortunati si autodefiniva 'Il tragico dal cappello alto della canzone'). Spesso si allontanava dai testi delle canzoni, improvvisando intorno a loro dei versi. Questo dava l'effetto che Lewis "parlasse" la canzone spontaneamente: "Quando la mamma... quando la mamma mi sorride... cavolo, che meravigliosa, meravigliosa luce che le arriva agli occhi... guardate che luce, gente..."
Lewis tenne unita la sua band per tutti gli anni '50 e continuò a fare apparizioni a Las Vegas e in televisione, apparendo come ospite misterioso su What's My Line?, This Is Your Life e Person To Person negli anni '50, e Hollywood Palace e altri negli Anni '60 e '70.
Fedele ai suoi inizi nel vaudeville, creò un atto visivo oltre che musicale. La sua presenza fisica con oggetti di scena come il cappello a cilindro, il bastone con la punta bianca e il clarinetto combinati con pezzi di umorismo visivo e danza erano importanti per lui e cruciali per la sua popolarità quanto la sua musica.

### Cinema
Lewis e la sua band apparvero in alcuni dei primi musical di film sonori nel 1929, in particolare nella rivista della Warner Brothers The Show of Shows. Il primo di numerosi film intitolato con slogan di Lewis, Siete tutti felici? anch'esso fu presentato per la prima volta nel 1929, mentre il 1935 vide Lewis e la sua band esibirsi in diversi brani nel film Here Comes the Band.
Nel 1941 la band fu reclutata all'ultimo minuto, insieme alle Andrews Sisters, per fornire numeri musicali per la commedia di Gianni e Pinotto Hold That Ghost (1941), pubblicata dagli Universal Studios il 6 agosto 1941. I numeri musicali tagliati dal lungometraggio furono pubblicati separatamente dalla Universal il 3 settembre 1941, in un cortometraggio intitolato Is Everybody Happy?.
Nel 1943 la Columbia Pictures montò un lungometraggio biografico di Lewis, ancora una volta intitolato Is Everybody Happy? con l'attore Michael Duane che interpretava il leader della band e cantava in playback delle registrazioni di Lewis.

C'è una caricatura estesa di Lewis nel cortometraggio della Warner Brothers Speaking of the Weather (Tashlin, 1937), in cui interpreta Plenty of Money and You, e una più breve, interpretata da Daffy Duck, in Visita a Hollywood (1960).

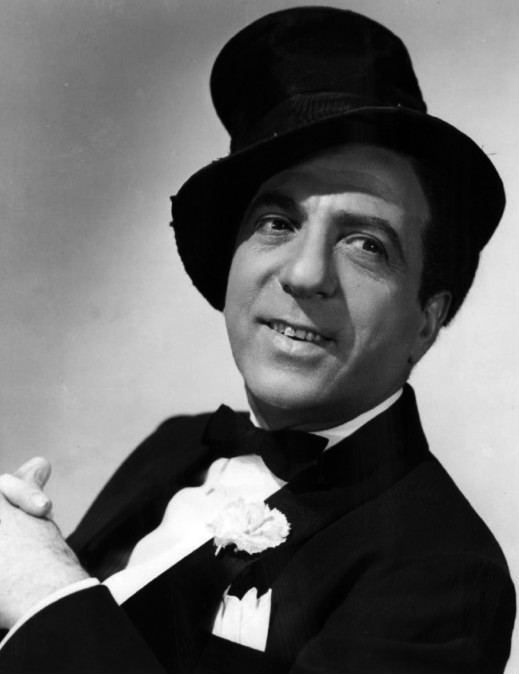
Lewis in 1951.

### Vita privata
Lewis sposò Adah Becker (1897 - 31 maggio 1981) nel 1915. Era una ballerina quando Ted la incontrò quello stesso anno a Rochester New York. Solo sei settimane dopo si sposarono in tre distinte cerimonie nello stesso giorno, prima da un giudice di pace, poi da un rabbino e infine sul palco quella notte. Rimasero sposati per 56 anni fino alla morte di Ted. Adah abbandonò la sua carriera di ballerina per diventare la sua segretaria, manager aziendale e moglie amorevole per tutta la lunga carriera di suo marito marito. Una volta sposati, Ted e Adah vissero per il resto della loro vita in un appartamento di 15 stanze con vista sul Central Park di New York.
Lewis morì nel sonno a New York il 25 agosto 1971, per insufficienza polmonare all'età di 81 anni. Dopo un servizio funebre ebraico a New York, il suo corpo fu portato a Circleville dove migliaia di persone passarono davanti alla sua bara. Il rabbino Jerome D. Folkman che officiava osservò: "La canzone è finita, ma la memoria persiste."
La sepoltura si tenne presso il locale Forest Cemetery. Sulla pietra di Lewis, nel terreno di famiglia, sono incisi il suo cappello e il suo bastone. Accanto a lui riposa la moglie Adah, morta il 31 maggio 1981.
Alla sua morte, la città di New York, le università di Yale e Harvard e lo Smithsonian Institution chiesero ad Adah i suoi cimeli. Lei rifiutò educatamente, dicendo che Ted voleva che tutto tornasse nella "Capitale del mondo", Circleville, Ohio.
Il Ted Lewis Museum, situato dall'altra parte della strada da dove è nato, è stato inaugurato il 5 giugno 1977. Adah, che aveva sognato un museo nella città natale che Ted amava così tanto, era presente alla cerimonia di apertura del museo. Alla cerimonia hanno partecipato un gran numero di celebrità, parenti, amici e ammiratori di Ted Lewis provenienti da ogni parte del mondo.
Il Ted Lewis Theatre all'interno del museo offre ai visitatori l'opportunità di vedere Ted Lewis in performance attraverso i primi filmati televisivi e filmati.

## Galleria d'immagini

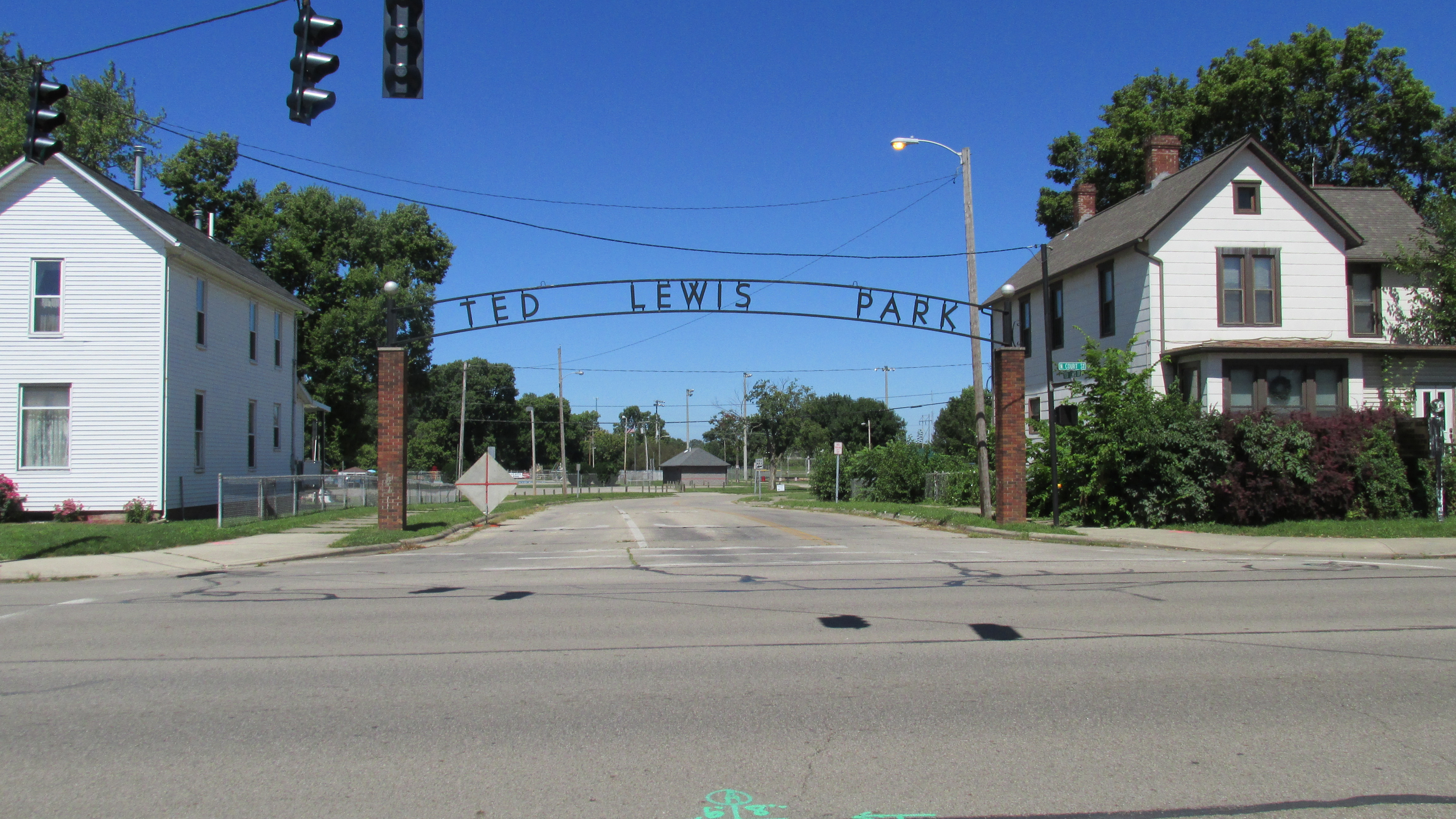
Ted Lewis Park a Circleville, Ohio.
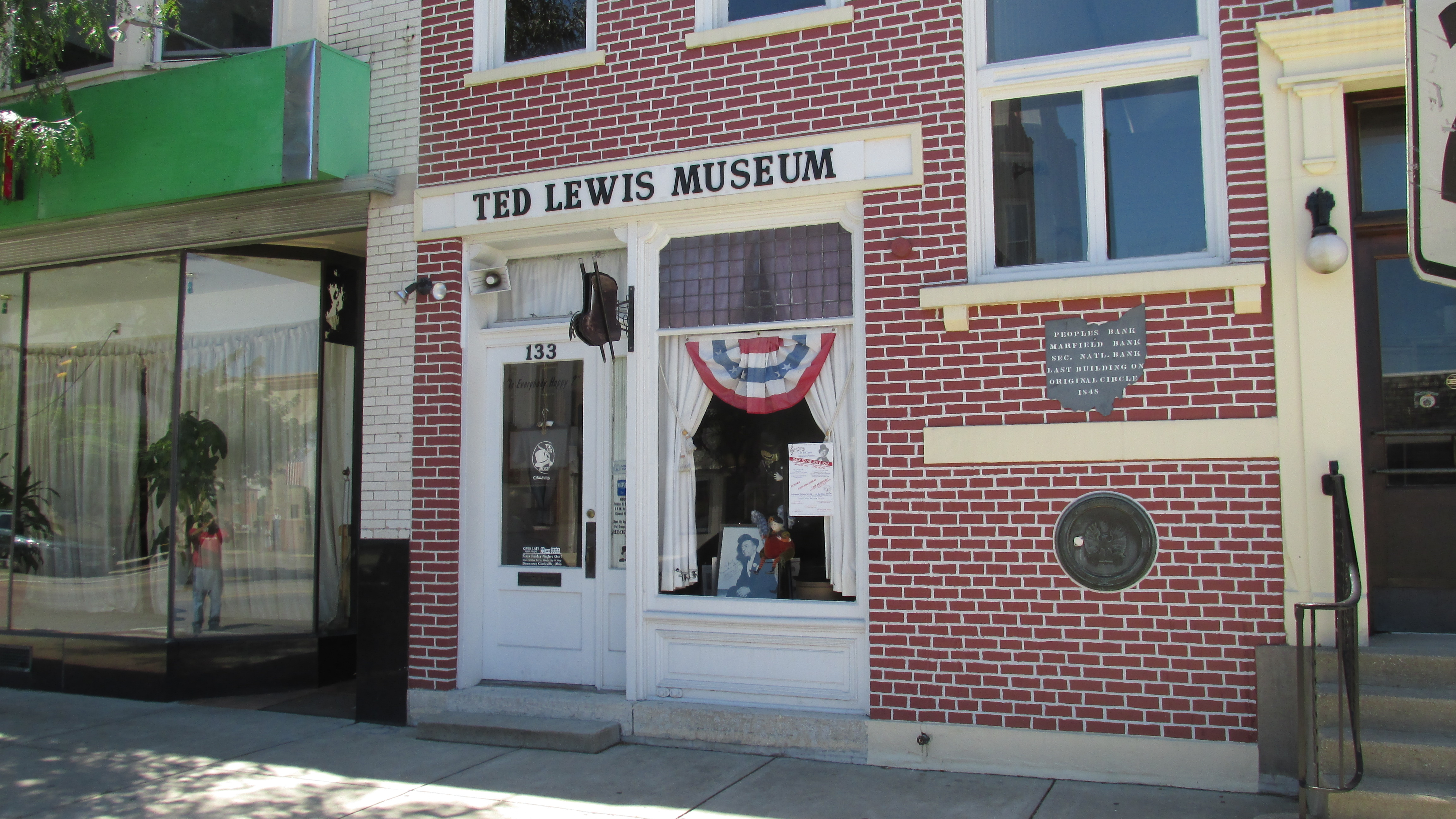
Ted Lewis Museum al 133 di West Main Street a Circleville, Ohio.
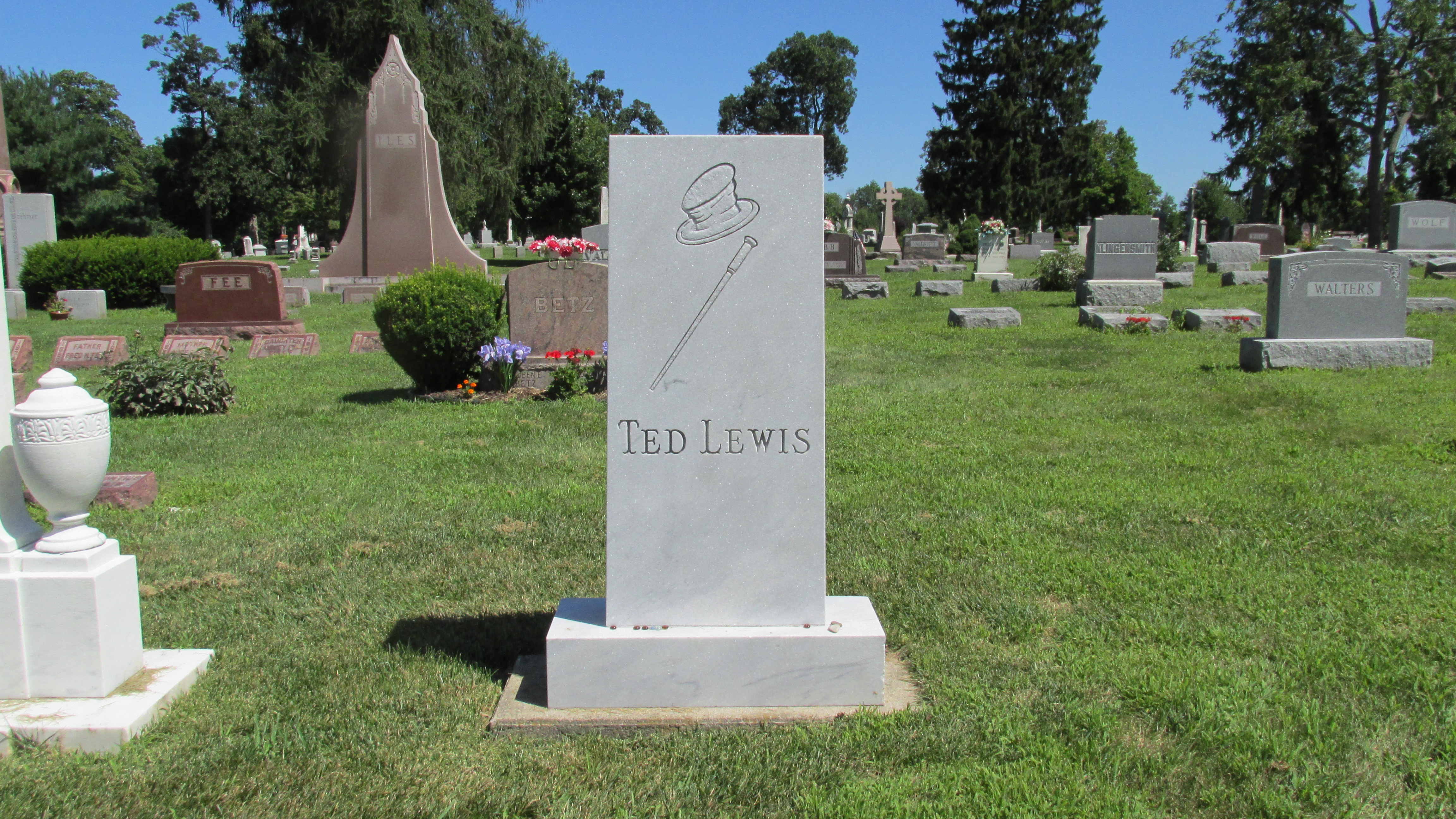
Lapide di Ted Lewis al Forest Cemetery di Circleville, Ohio.
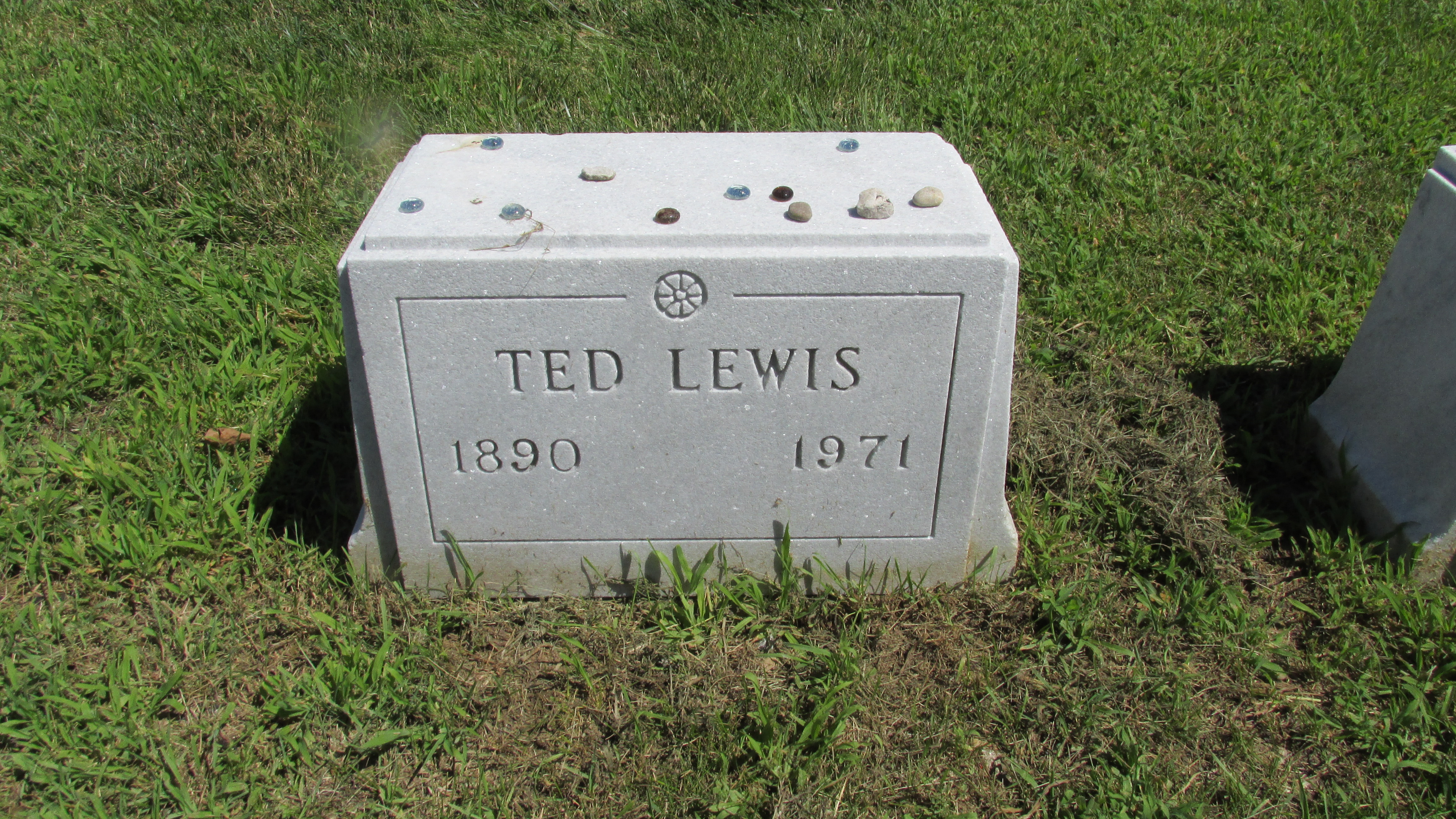
La lapide di Lewis.
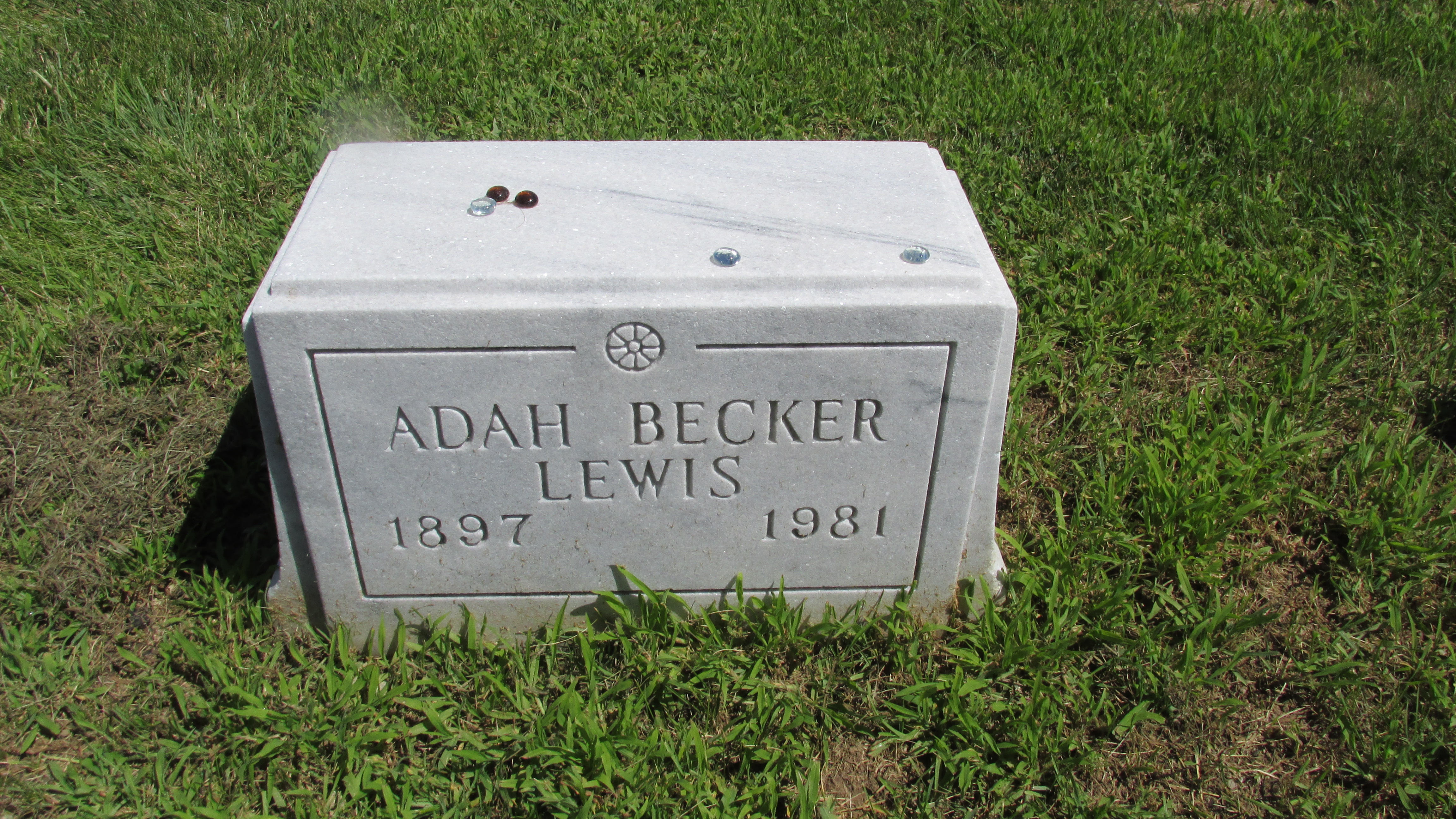
La lapide di Adah Becker Lewis.